# Archichlora viridicrossa
Archichlora viridicrossa là một loài bướm đêm trong họ Geometridae.